# 切瓦克拉 (阿拉巴馬州)
切瓦克拉（英語：Chewacla）是一個位於美國阿拉巴馬州李縣的非建制地區。該地的面積和人口皆未知。

## 地理
切瓦克拉的座標為32°37′12″N 85°20′14″W / 32.62000°N 85.33722°W，而該地的平均海拔高度為235米（即771英尺）。